# موزه ولایت قندهار
موزه ولایت قندهار موزه‌ای تاریخی در قندهار افغانستان است.